# Coelichneumon formosulus
Coelichneumon formosulus är en stekelart som först beskrevs av Tosquinet 1903.  Coelichneumon formosulus ingår i släktet Coelichneumon och familjen brokparasitsteklar. Inga underarter finns listade i Catalogue of Life.